# Office Politics
 (février 2024).
Si vous disposez d'ouvrages ou d'articles de référence ou si vous connaissez des sites web de qualité traitant du thème abordé ici, merci de compléter l'article en donnant les références utiles à sa vérifiabilité et en les liant à la section « Notes et références ».
Albums de The Divine Comedy
Foreverland
(2016)
Singles
1. Queuejumper
Sortie : 3 avril 2019
2. Norman And Norma
Sortie : 15 mai 2019

Office Politics est le douzième album du groupe de pop orchestrale The Divine Comedy, créé et mené par l'auteur-compositeur-interprète nord-irlandais Neil Hannon, sorti en 2019,.

## Liste des titres
Toutes les chansons sont écrites et composées par Neil Hannon.
| 1.    | Queuejumper                                      | 3:07 |
| 2.    | Office Politics                                  | 4:02 |
| 3.    | Norman And Norma                                 | 3:46 |
| 4.    | Absolutely Obsolete                              | 4:13 |
| 5.    | Infernal Machines                                | 3:05 |
| 6.    | You'll Never Work In This Town Again             | 4:12 |
| 7.    | Psychological Evaluation                         | 2:40 |
| 8.    | The Synthesiser Service Centre Super Summer Sale | 3:51 |
| 9.    | The Life And Soul Of The Party                   | 3:28 |
| 10.   | A Feather In Your Cap                            | 4:01 |
| 11.   | I'm A Stranger Here                              | 4:38 |
| 12.   | Dark Days Are Here Again                         | 3:15 |
| 13.   | Philip And Steve's Furniture Removal Company     | 4:52 |
| 14.   | 'Opportunity' Knox                               | 3:43 |
| 15.   | After The Lord Mayor's Show                      | 3:46 |
| 16.   | When The Working Day Is Done                     | 4:13 |
| 60:12 |                                                  |      |

1. ↑  (en) « Memo: The Divine Comedy Announce New Album 'Office Politics' », sur The Divine Comedy (consulté le 15 février 2024)
2. ↑  (en) « Divine comedian Neil Hannon discusses Office Politics, Adam Ant and Reggie Perrin », sur The Irish News, 14 juin 2019 (consulté le 15 février 2024)